# Cuarta División de Chile 1990
El Campeonato Nacional de Cuarta División de Chile de 1990 fue la edición número 8 del torneo de la categoría.
Participaron 20 equipos en el Torneo Oficial, que con el formato todos contra todos, proclamó como campeón al conjunto de Tricolor Municipal de la comuna de Paine.

## Torneo oficial
| Pos | Equipo               | PJ | PG | PE | PP | GF  | GC  | Dif | Pts |
| --- | -------------------- | -- | -- | -- | -- | --- | --- | --- | --- |
| 1   | Tricolor Municipal   | 36 | 23 | 8  | 5  | 76  | 30  | +46 | 53  |
| 2   | Ferroviarios         | 36 | 23 | 7  | 6  | 101 | 49  | +52 | 52  |
| 3   | Guillermo Guzmán     | 36 | 23 | 5  | 8  | 85  | 46  | +39 | 51  |
| 4   | Juventud Puente Alto | 36 | 19 | 8  | 9  | 69  | 46  | +23 | 46  |
| 5   | Cóndor San Antonio   | 36 | 17 | 11 | 8  | 82  | 48  | +34 | 45  |
| 6   | Deportivo Colina     | 36 | 17 | 10 | 9  | 69  | 46  | +23 | 44  |
| 7   | Casa Anny            | 36 | 17 | 9  | 10 | 60  | 34  | +26 | 43  |
| 8   | Deportes Gasco       | 36 | 15 | 11 | 10 | 84  | 60  | +24 | 41  |
| 9   | 21 de Mayo           | 36 | 15 | 7  | 14 | 70  | 71  | -1  | 37  |
| 10  | Chiprodal            | 36 | 14 | 7  | 15 | 65  | 77  | -12 | 35  |
| 11  | Pizarreño            | 36 | 12 | 9  | 15 | 65  | 62  | +3  | 33  |
| 12  | Atlético Curacaví    | 36 | 11 | 11 | 13 | 55  | 62  | -7  | 33  |
| 13  | Arrieta Guindos      | 36 | 8  | 15 | 13 | 60  | 81  | -21 | 31  |
| 14  | Luis Matte Larraín   | 36 | 10 | 10 | 16 | 42  | 59  | -17 | 30  |
| 15  | Santa Cruz Peñalolén | 36 | 10 | 8  | 18 | 79  | 98  | -19 | 28  |
| 16  | Isla de Maipo        | 36 | 6  | 14 | 16 | 42  | 75  | -33 | 26  |
| 17  | Malloco Atlético     | 36 | 9  | 8  | 19 | 44  | 82  | -38 | 26  |
| 18  | Andarivel            | 36 | 9  | 5  | 22 | 60  | 101 | -41 | 23  |
| 19  | Juventud Renca       | 36 | 7  | 8  | 21 | 61  | 94  | -33 | 22  |
| 20  | Ignacio Serrano      | 36 | 6  | 8  | 22 | 38  | 86  | -48 | 20  |

PJ=Partidos jugados; PG=Partidos ganados; PE=Partidos empatados; PP=Partidos perdidos; GF=Goles a favor; GC=Goles en contra; Dif=Diferencia de gol; Pts=Puntos
|  | Campeón                       |
|  | Liguilla por el subcampeonato |

| Campeón Tricolor Municipal Asciende a Tercera División |

## Liguilla por el subcampeonato
Clasificaron a la liguilla por el subcampeonato Ferroviarios, Guillermo Guzmán y Juventud Puente Alto, el ganador de la liguilla del subcampeonato jugaría partidos de ida y vuelta con el antepenúltimo de la liguilla de descenso de Tercera División. 
| Pos | Equipo               | PJ | PG | PE | PP | GF | GC | Dif | Pts |
| --- | -------------------- | -- | -- | -- | -- | -- | -- | --- | --- |
| 1   | Juventud Puente Alto | 35 | 23 | 6  | 6  | 99 | 47 | +52 | 52  |
| 2   | Guillermo Guzmán     | 35 | 21 | 9  | 5  | 73 | 29 | +44 | 51  |
| 3   | Ferroviarios         | 35 | 22 | 5  | 8  | 81 | 44 | +37 | 49  |

PJ=Partidos jugados; PG=Partidos ganados; PE=Partidos empatados; PP=Partidos perdidos; GF=Goles a favor; GC=Goles en contra; Dif=Diferencia de gol; Pts=Puntos
|  | Subcampeón, juega play-offs para ascender a Tercera División |